# Fushimi bugyō
Les Fushimi bugyō (伏見奉行) sont des fonctionnaires du shogunat Tokugawa de l'époque d'Edo du Japon. Les nominations à ce poste important sont généralement attribuées à des fudai daimyo, mais il fait partie des postes de responsabilité administrative ouverts à ceux qui ne sont pas daimyōs. La traduction classique interprète ces titres japonais comme « commissaire », « surveillant » ou « gouverneur ».
Ce titre du bakufu désigne un fonctionnaire chargé de l'administration de la région près de Fushimi-ku, y compris les barrières de Kyoto et l'emplacement du château de Fushimi démantelé en 1623.
Cette fonction du shogunat est créée en 1620.

## Ville shogunale
Durant cette période, Fushimi, qui compte parmi les grands centres urbains, est désignée « ville shogunale ». Le nombre de ces villes augmente de trois à onze sous l'administration Tokugawa Fushimi had its own bugyō because it was an important communication nexus on the north-south route[Traduire passage].

## Liste (incomplète) deFushimi bugyō
- Kobori Enshū, aussi connu sous le nom Kobori Masakazu[6].